# Misjonarze Ducha Świętego

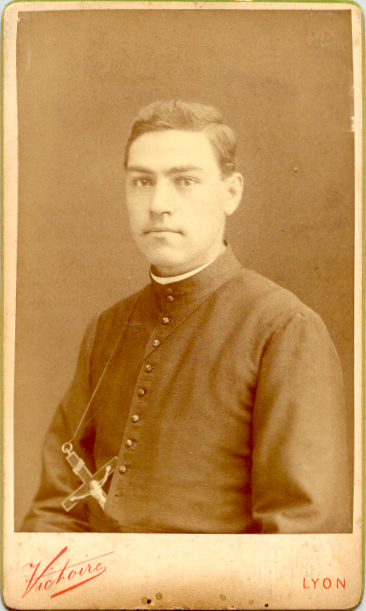
Félix de Jesús Rougier SM, późniejszy założyciel zgromadzenia misjonarzy

Misjonarze Ducha Świętego (hiszp. Misioneros del Espíritu Santo, łac. Missionarii a Spiritu Sancto) – zgromadzenie zakonne założone w Meksyku w 1914 roku przez marystę Félix de Jesús Rougier oraz świecką Concepción Cabrera de Armida.
Misjonarze Ducha Świętego utrzymują seminaria i domy dla księży oraz poświęcają się wszelkim zadaniom związanym z posługą kapłańską, także w ramach duszpasterstwa parafialnego. Szczególną uwagę przywiązują do wsparcia duchowego, zarządzenia domami rekolekcyjnymi i duszpasterstwa powołaniowego.

## Historia
Félix de Jesús Rougier był księdzem marystą pochodzenia francuskiego. Został wysłany na misję do Meksyku, gdzie 4 lutego 1904 roku spotkał Concepción Cabrera de Armida, świecką mistyczkę meksykańską i apostołkę, którą zainspirowała duchowość Krzyża. Z tego spotkania zrodziła się idea zgromadzenia. Pierwotnie zakonnicy mieli nazywać się zakonnikami Krzyża Najświętszego Serca Jezusowego, jednak z inicjatywy papieża św. Piusa X zostali ostatecznie nazwani misjonarzami Ducha Świętego.
Zgromadzenie Misjonarzy Ducha Świętego zostało założone w Tepeyac (przedmieście Meksyku) 25 grudnia 1914 roku. Arcybiskup Puebla de los Angeles José Ramón Ibarra y González powierzył ks. Féliksowi de Jesús Rougier zwierzchnictwo nad nowym zgromadzeniem. Początki zakonu były trudne m.in. z powodu wojny domowej i antyklerykalnej polityki Venustiana Carranzy, jednak mimo różnorodnych przeszkód udało się stworzyć ośrodki w Tacubaya, Tlalpan, Morelii, a także w Rzymie i Castroville (Teksas). 9 lutego 1926 r. o. Félix otrzymał od Piusa XI pozwolenie na oficjalne przejście z Towarzystwa Maryi do misjonarzy Ducha Świętego. 27 listopada 1931 r. misjonarze otrzymali Decretum laudis, czyli dokument nadający im rangę zgromadzenia na prawie papieskim, znajdującego się pod opieką Stolicy Apostolskiej.

## Przełożeni generalni
- Félix de Jesús Rougier(inne języki) MSpS (1914–1938)
- Edmundo Iturbide Reygondaud MSpS (1938–1950)
- Ángel María Oñate MSpS (1950–1962)
- Jesús María Padilla MSpS (1962–1968)
- José Guzmán MSpS (1968–1974)
- Manuel Castillo MSpS (1974–1986)
- Melecio Picazo MSpS (1986–1992)
- Jorge Ortiz González MSpS (1992–2004)
- Domenico Di Raimondo Romo MSpS (2004–2010)
- Fernando Torre Medina Mora MSpS (2010–2016)
- Francisco Daniel Rivera Sánchez MSpS (2016–2020)
- José Luis Loyola Abogado MSpS (od 2021)

## Współczesność
Obecnie misjonarze Ducha Świętego działają przede wszystkim w Meksyku, a także w Brazylii, Kolumbii, Kostaryce, Hiszpanii, Stanach Zjednoczonych, Gwatemali i we Włoszech.
W 2021 r. zakon posiadał 51 domów zakonnych i liczył 271 członków, w tym 209 kapłanów. Administracyjnie podzielony jest na trzy prowincje: meksykańską, Cristo Sacerdote (Chrystusa Kapłana w Stanach Zjednoczonych) i Félix de Jesús.
Do znanych misjonarzy Ducha Świętego należą: abp Gustavo Garcia-Siller, bp Eusebio Elizondo, bp Felipe Tejeda García (†), bp Alfredo Galindo Mendoza (†), bp Francisco Daniel Rivera Sánchez (†), bp José de Jesús Madera Uribe (†), bp Ricardo Watty Urquidi (†). 
Strojem zakonnym jest czarny habit przepasany czarnym pasem, czarny szkaplerz z wyszytymi na piersi czerwonymi literami IHS oraz krzyżem z przebitym włócznią gorejącym Sercem Jezusa w koronie cierniowej i unoszącą się nad tym białą gołębicą (symbolem Ducha Świętego). 